# 查馬卡內山 (玻利維亞-秘魯)
14°33′07″S 69°08′35″W / 14.55194°S 69.14306°W
查馬卡內山（Ch'amakani），是南美洲的山峰，位於玻利維亞的弗朗茨塔馬約省和秘魯的聖安東尼奧德普蒂納省，屬於安地斯山脈的一部分，海拔高度4,600米。